# 三角木馬

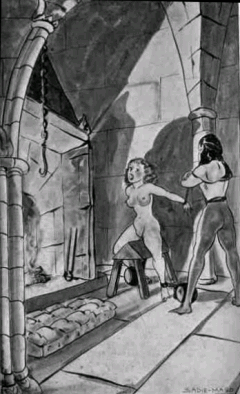
西班牙驢的例證

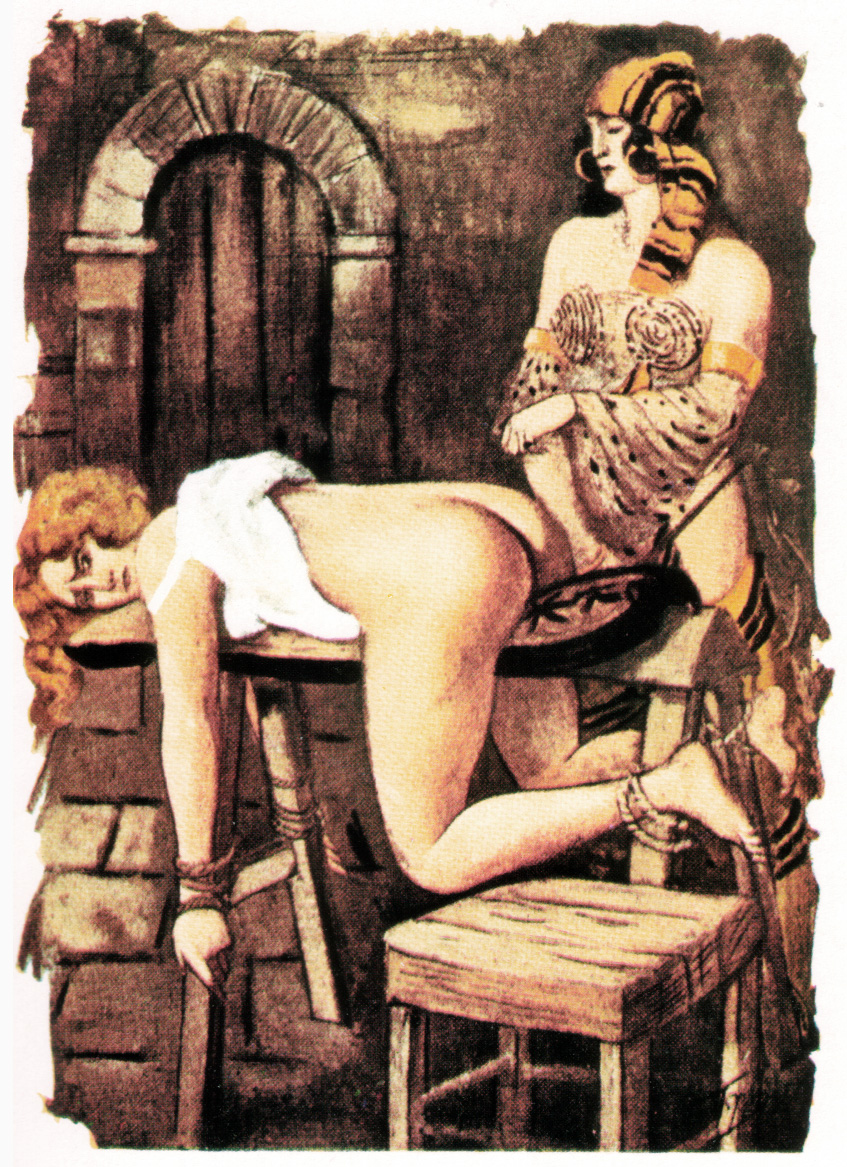
一個在1922年的木馬插圖

三角木馬或西班牙驢（Spanish donkey）是一種酷刑裝置，日本也称，是日本战国时代、江户时代、明治昭和时期的拷问手段。

## 概述
受拷問者騎在一個三角形木馬上，他通常是全裸、或至少下半身沒有厚重的衣物，以便把全身重心放在自己的陰部，與尖銳的木馬接觸並造成痛苦。這種刑罰通常伴隨著鞭打或綑綁。有時會把較重的物體，例如石塊、砲彈綁在受害人的腳上以增加重量，或是在木馬上放置棒狀物使其插入受拷問者的陰道或肛門。長時間接受這種刑罰會使人的陰部受傷、流血。
這種道具也被用於BDSM。現今用於sm的變種三角木馬大多可夾緊大腿減輕身體體重造成的負擔。